# Datenbank des deutschsprachigen Anarchismus
Die Datenbank des deutschsprachigen Anarchismus (kurz: DadA) wurde 1986 gegründet als Forschungsprojekt der Anarchismus-Dokumentation und ist seit 1996 über das Internet für alle Interessierten erreichbar. DadA ist ein „semi-privates“ Vorhaben mit dem Ziel und Zweck, unter anderem Veröffentlichungen des deutschsprachigen Anarchismus zugänglich zu machen. DadA hat zwei Sektionen: „DadA Berlin“ (Potsdam) und „DadA Köln“. Der von „DadA Köln“ bearbeitete Teilbereich, DadA-Periodika des Neoanarchismus, wird ab Juli 2020 als Projekt der Bibliothek der Freien weitergeführt.

## Projekt DadA
Die Datenbank des deutschsprachigen Anarchismus ist bestrebt, die Kooperation und Kommunikation innerhalb der Anarchismusforschung zu fördern. Sie sammelt unter anderem Bibliografien, Literaturdokumentationen, Grundlagentexte und eine Pressedokumentation. Die Presse- und Literaturdokumentationen sind das „Fundament“ der DadA. Sie erfassen die sekundäre und primäre Anarchismusliteratur. Über die „Suchmaschine“ können über 2000 Dokumente im Volltext recherchiert werden. In Zusammenarbeit mit dem Libertad Verlag konnten die Daten in der DadA allgemein zugänglich gemacht werden. Dazu gibt es ein alphabetisches Autoren- und Titelregister mit Kurzangaben zu den Titeln, Autoren, Erscheinungsort und -jahr.
Die Pressedokumentation (DadA-P) wurde bislang am intensivsten bearbeitet. Sie beinhaltet periodische Pressemedien aufgeteilt in zwei Zeitabschnitte: von den Anfängen 1798 bis etwa 1967 (DadA-P1) und vom Aufkommen des Neoanarchismus um 1967 bis zur Gegenwart (DadA-P2). Neben Zeitschriften und Zeitungen wurden unter anderem auch Rundschreiben, Jahrbücher, Kalender, Schriftenreihen und Kongressprotokolle aufgenommen. Gegliedert ist die Dokumentation in „anarchistisch“, „anarchistische Tendenzen“ und „nicht-anarchistisch“ (mit Tendenzen zum libertären Umfeld). Im Info-Projekt (2003) von der DadA Berlin/Köln wurde darauf hingewiesen, dass in der Datenbank die organisatorischen und ideologischen Bewegungen des klassischen Anarchismus, des Anarchosyndikalismus und anderen berücksichtigt wurden. Eine Beschreibung des Forschungsstandes gab Jochen Schmück.
Das DadA-Projekt gliedert sich in verschiedene Rubriken und Portale. Das Lexikon der Anarchie, die DadA-Dokumentationen mit Grundlagentexten, Literatur- und Pressedokumentationen. DadA-Services mit DadA-Podcast, DadA-News, Buchempfehlungen und DadA-Memorial. Des Weiteren: Webdevelopment/Technik: Systemadministration, Contentstrukturen, Navigation und anders mehr. Die Literaturwerkstatt mit „anarchistische Texte Reloaded“ (atr-Projektplan), mit der digitalen Bibliothek und dem Archiv für Sozial- und Kulturgeschichte.
Darüber hinaus der DadA-Praxistipp, eine Spielwiese und eine Plauderecke. In Kooperation mit unter anderem Radio Chiflado wird von DadAWeb der DadA-Podcast betrieben. Podcast ist im Internet zu hören und bringt Sendungen zu Geschichte und Kultur der libertären Bewegung. Das Archiv für Sozial- und Kulturgeschichte wird in Zusammenarbeit mit dem Libertad Verlag herausgegeben. Diese Reihe hat die Themenschwerpunkte: „Ideengeschichte des Anarchismus und Anarchosyndikalismus. Sozial- und Organisationsgeschichte des deutschsprachigen Anarchismus und Anarchosyndikalismus. Geschichte der mit dem Anarchismus verwandten libertären Bewegungen (wie zum Beispiel Syndikalismus/Unionismus, Freiwirtschaftsbewegung, Rätekommunismus, Libertarianismus).“
Die Dokumentation Literatur wurde ab 1991 in Kooperation mit der Berliner Gesellschaft zum Studium sozialer Fragen e. V. zusammengestellt. Hier stellte sich für die DadA in Köln die Frage: Was soll oder kann unter „anarchistisch“ bzw. „libertär“ verstanden werden, … Dieser Beitrag mit dem Titel „Probleme der formalen und inhaltlichen Bestimmung des Dokumentationsgegenstandes“ aus dem Jahr 1996 wurde anlässlich der Aktualisierung und Fortführung der DadA-Periodika des Neoanarchismus 2020 überarbeitet und inhaltlich präzisiert.
Zu jedem Artikel gibt es im DadAWeb-Portal eine Diskussionsseite und die DadA-Betreiber weisen darauf hin, dass sie keine Streitereien möchten um die „richtige politische Sicht“. Sie bemerken dazu: „Denn die anarchistische Art, die Dinge zu sehen, ist die Perspektive der Vielfalt, also auch der Meinungsvielfalt“.
Die Datenbank des deutschsprachigen Anarchismus veröffentlicht auch die aktuelle Finanzsituation − Einnahmen und Ausgaben − des DadAWeb. Die Gelben DadA-Seiten (Archive, Verlage, Bibliotheken und Zeitschriften) bieten die Möglichkeit zur Selbstdarstellung, vor allem für Zeitschriften. Über neue Projekte und Aktualisierungen informiert DadA mit dem DadA-Newsletter, den sie regelmäßig versenden.
Inzwischen wurde das DadAWeb als Online-Projekt im Juli 2021 eingestellt, es bleibt aber als Archiv-Version weiter zugänglich.
Die Pressedokumentation des Neoanarchismus um 1967 bis zur Gegenwart (DadA-P2) wird als Projekt der Bibliothek der Freien weiter geführt und periodisch aktualisiert.